# Moteur avec cylindres en ligne
Un moteur avec cylindres en ligne  est une architecture de moteur à explosion avec 2 à 14 cylindres placés en ligne, les uns à côté des autres. Le moteur C'est l'architecture de moteur automobile la plus utilisée en Europe, avec le 4 cylindres en ligne.

## Avantages
Le moteur avec cylindres en ligne est de conception relativement aisée. Sa distribution est simple à assurer (une seule rangée de cylindres, donc un seul bloc de distribution).

## Inconvénients

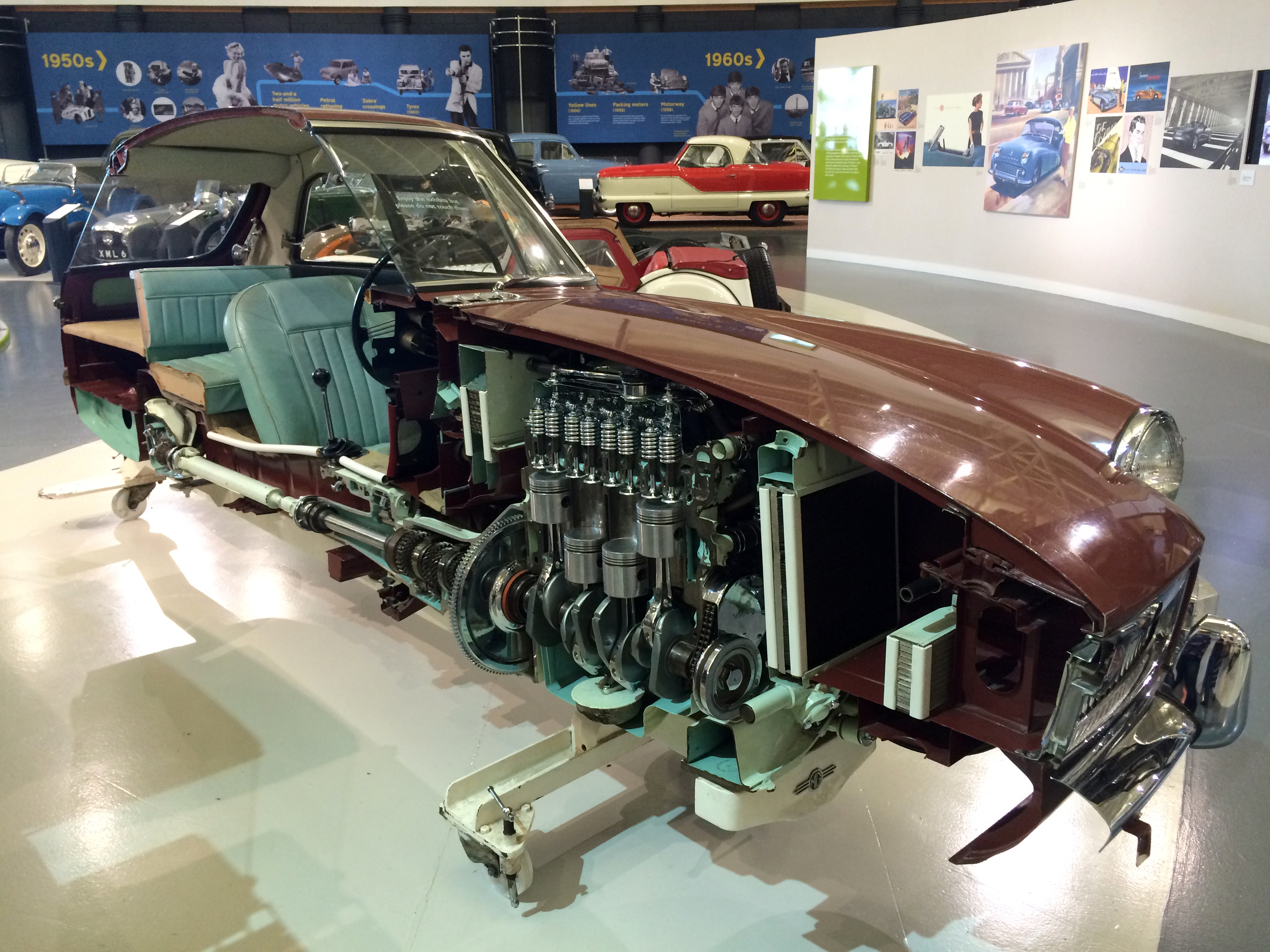
Vue coupée d'un moteur 4-cylindres en ligne de MG MGB, du British Motor Museum.

Un moteur avec les cylindres en ligne est plus long qu'un moteur à plat ou en V de même cylindrée dans le cas d'un grand nombre de cylindres, bien que moins large.
Les blocs à deux ou trois cylindres présentent des vibrations importantes qui nécessitent des artifices, comme des arbres d'équilibrage.

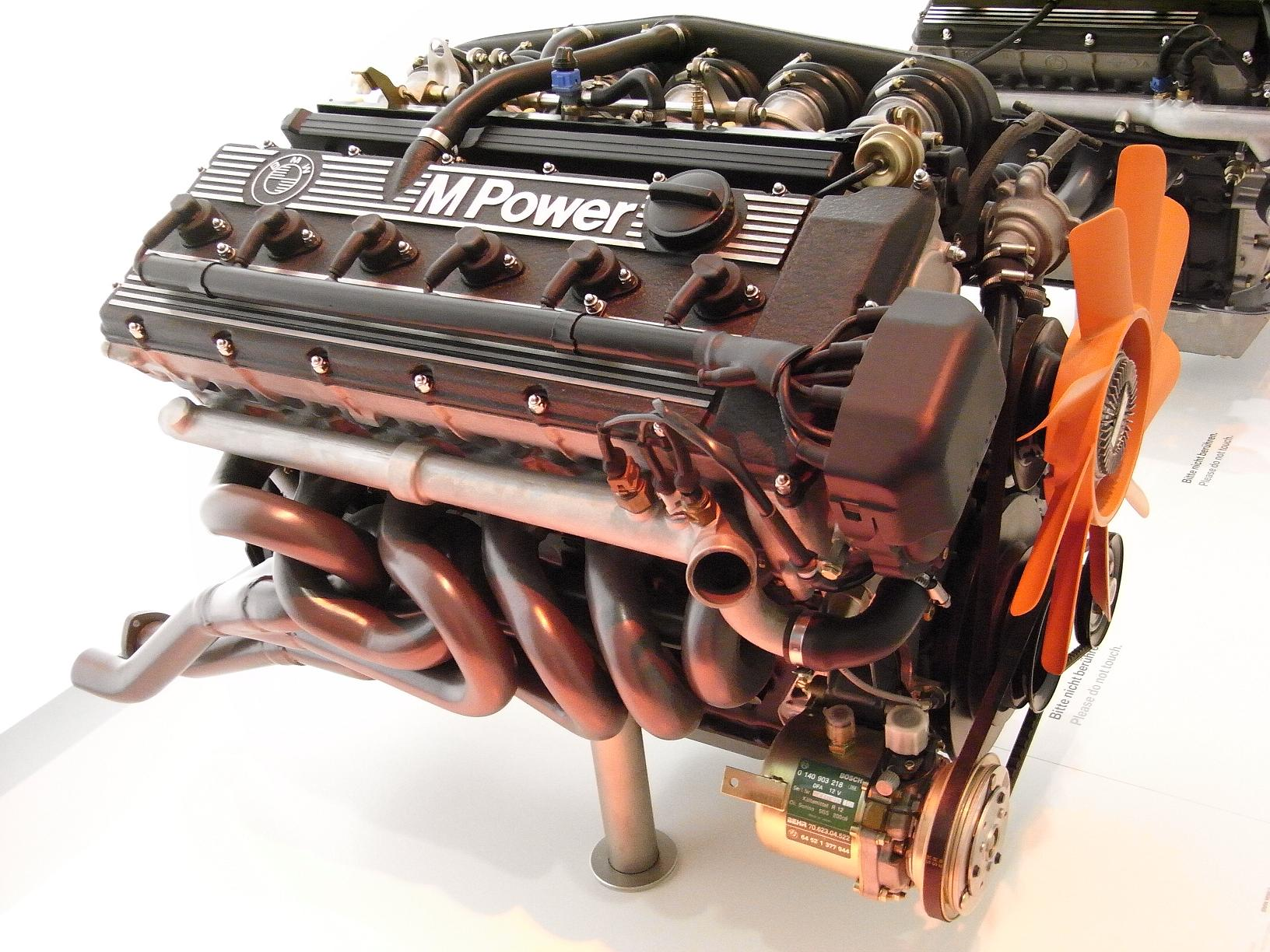
Moteur 6-cylindres M88/3 de la BMW M635CSi de 1984.
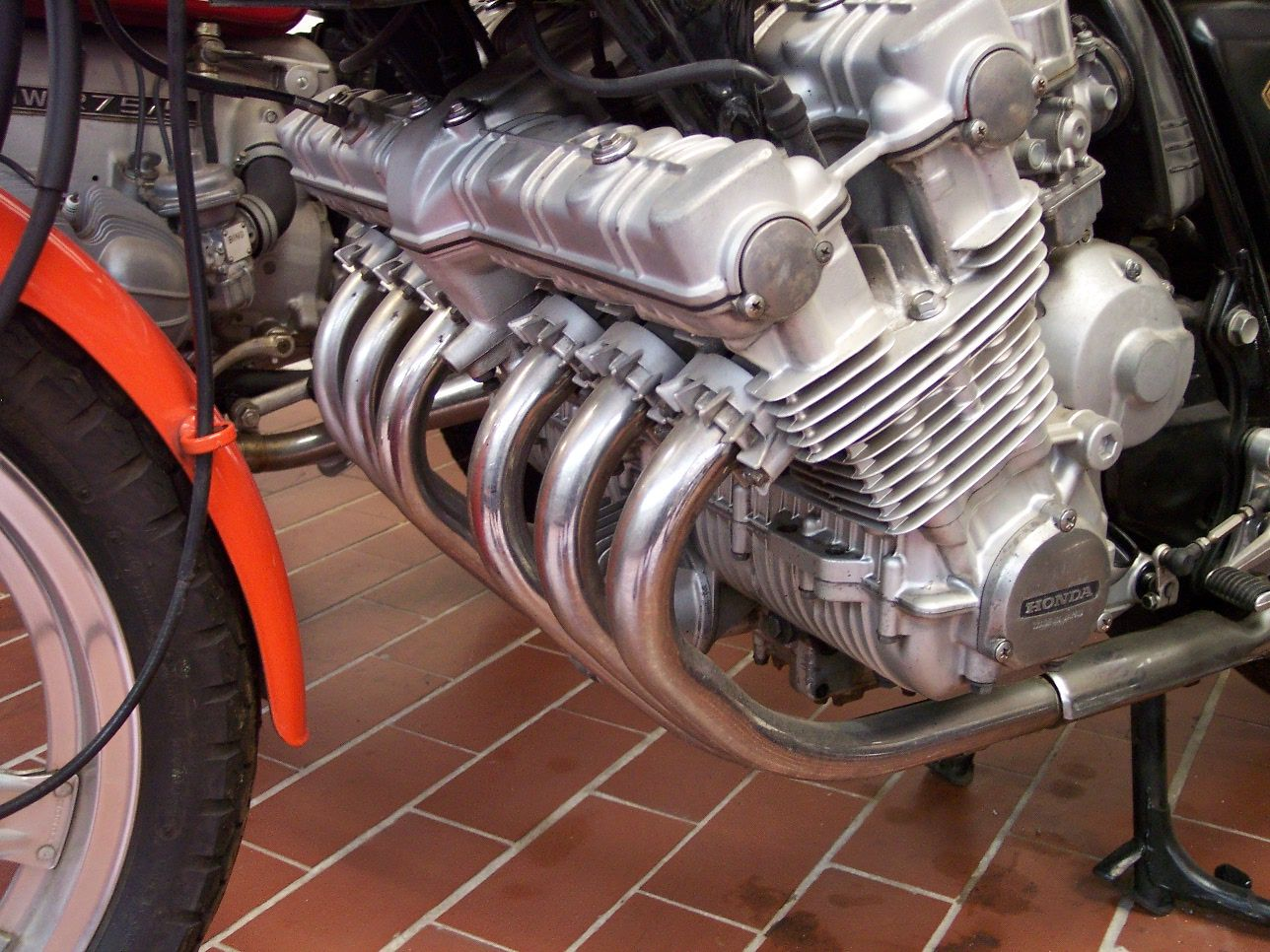
Moteur 6-cylindres transversal de Honda CBX 1000.
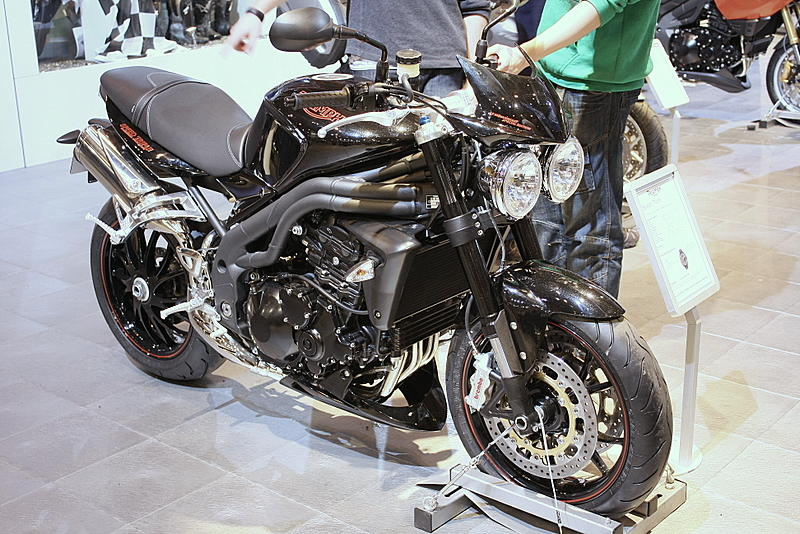
Moteur tri-cylindres de Triumph Speed Triple.
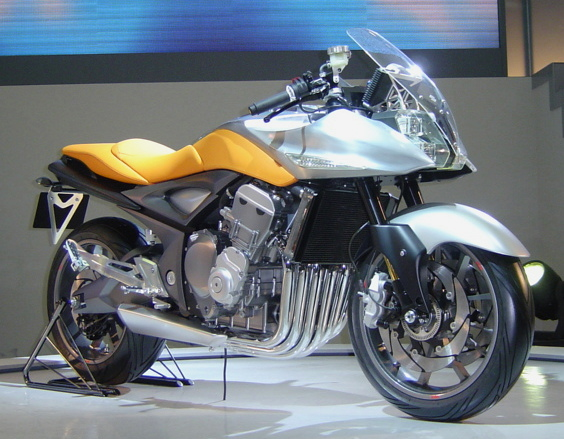
6 cylindres de Suzuki Stratosphere (en)

## Utilisations

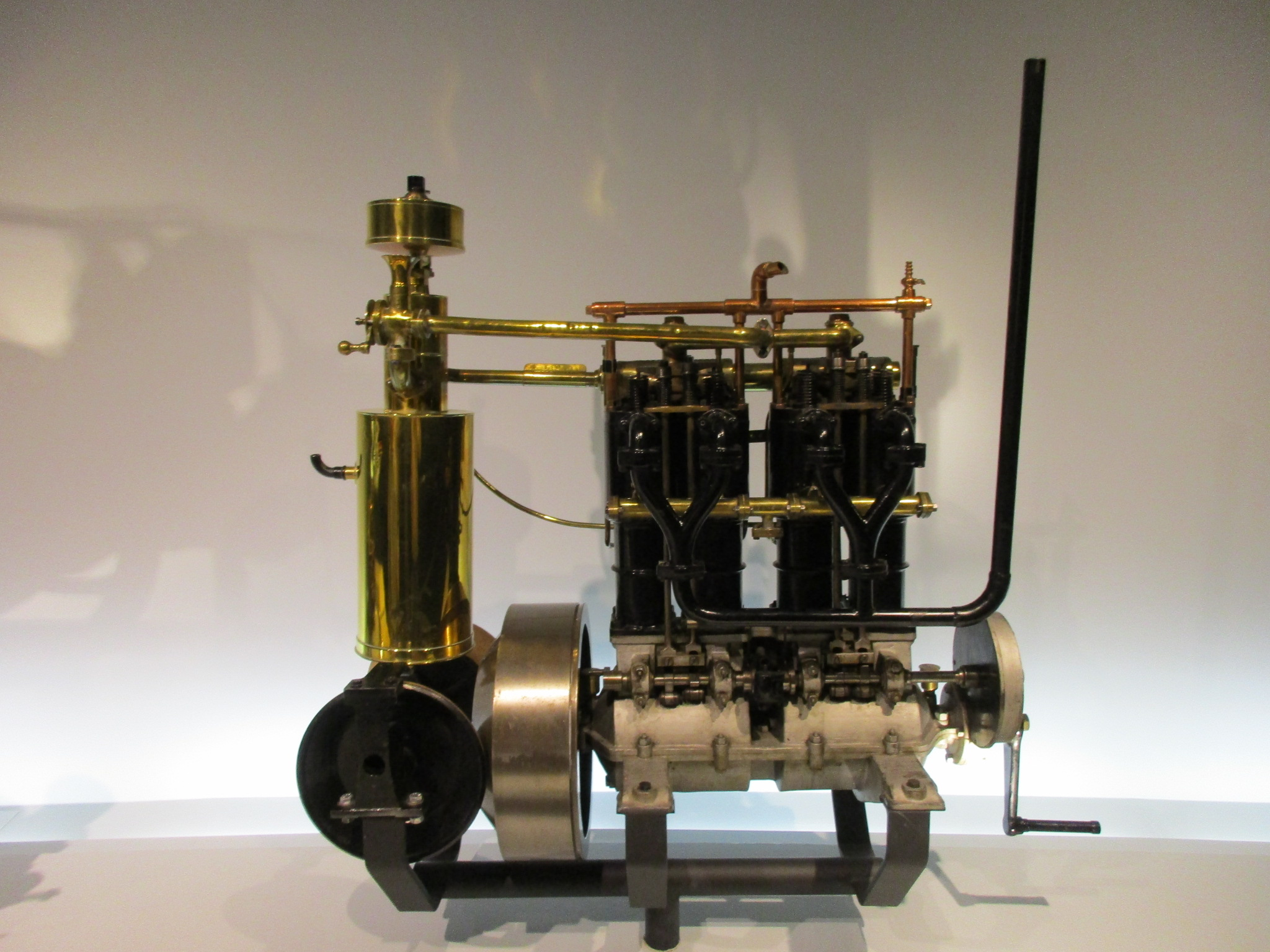
Premier moteur 4-cylindres en ligne Type M Daimler, de 1894, du musée Mercedes-Benz de Stuttgart.

C'est la configuration classique de la plupart des moteurs à 3, 4 et 5 cylindres. Alfa Romeo, BMW, Fiat, Volvo, General Motors (via Daewoo et des SUV américains), Nissan (Diesel pour ses 4 × 4), ainsi que Ford Australie sont des constructeurs fabriquant (ou ayant fabriqué) en grande série des moteurs 6-cylindres en ligne pour l'automobile.
Dans le monde de la moto, des moteurs à 2, 3 et 4 cylindres en ligne sont couramment utilisés. Il y a eu plusieurs exemples de moteurs à 6 cylindres en ligne (ex. : Benelli Sei 750 et 900 cm3, BMW K 1600 GT/GTL, Honda CBX 1000, Honda de Grand Prix, Kawasaki Z 1300). Cette architecture est rare (prix, encombrement, masse). Dans ces exemples, le moteur est monté transversalement.
Des moteurs marins peuvent avoir jusqu'à 14 cylindres en ligne (Sulzer RTA96C).